# EUjet
EUjet war eine irische Billigfluggesellschaft mit Sitz in Shannon.

## Geschichte
EUjet wurde 2002 gegründet und nahm 2003 mit Fokker 100 den Flugbetrieb auf. Sie wurde von PJ McGoldrick geleitet, der zuvor unter anderem bei Ryanair aktiv gewesen war. Am 27. Juli 2005 musste EUjet den Flugbetrieb einstellen.

## Flugziele
Von ihren Basen in Manston und dem irischen Flughafen Shannon betrieb EUjet Flüge zu Inlandszielen wie Manchester als auch touristische Ziele wie etwa in Spanien.